# صومعه آقپریگ مقدس
صومعه آقپریگ مقدس (ارمنی: Ս. Աղբերիկ Վանք; انگلیسی: St. Aghprig Monastery) یک صومعه حواری ارمنی واقع در ساسون، در استان بیتلیس ترکیه کنونی می‌باشد. ساخت و ساز این ساختمان حدود سال ۳۰۰ میلادی به پایان رسید. این بنا به سبک معماری ارمنی طراحی شده‌است.

## نگارخانه

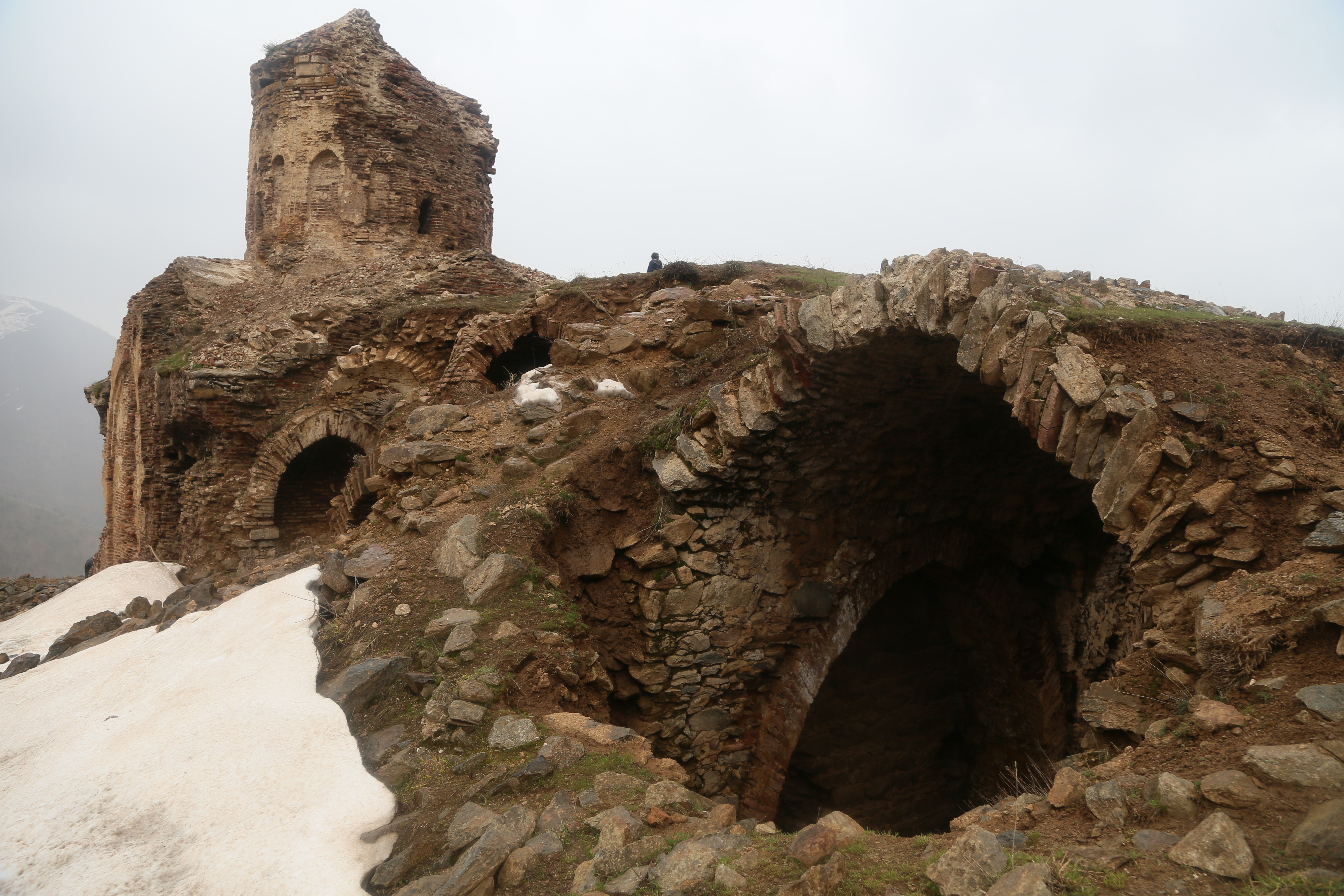
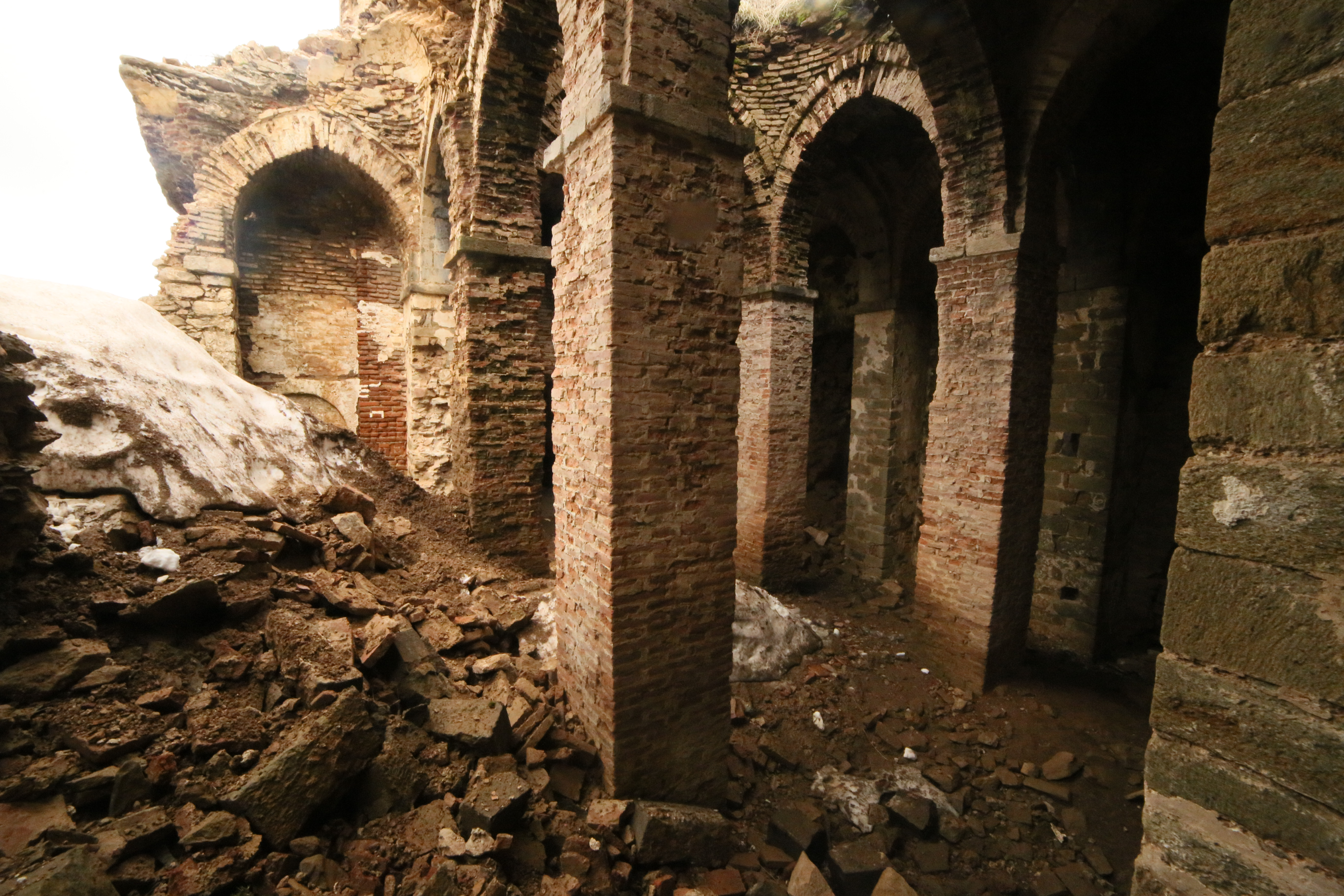
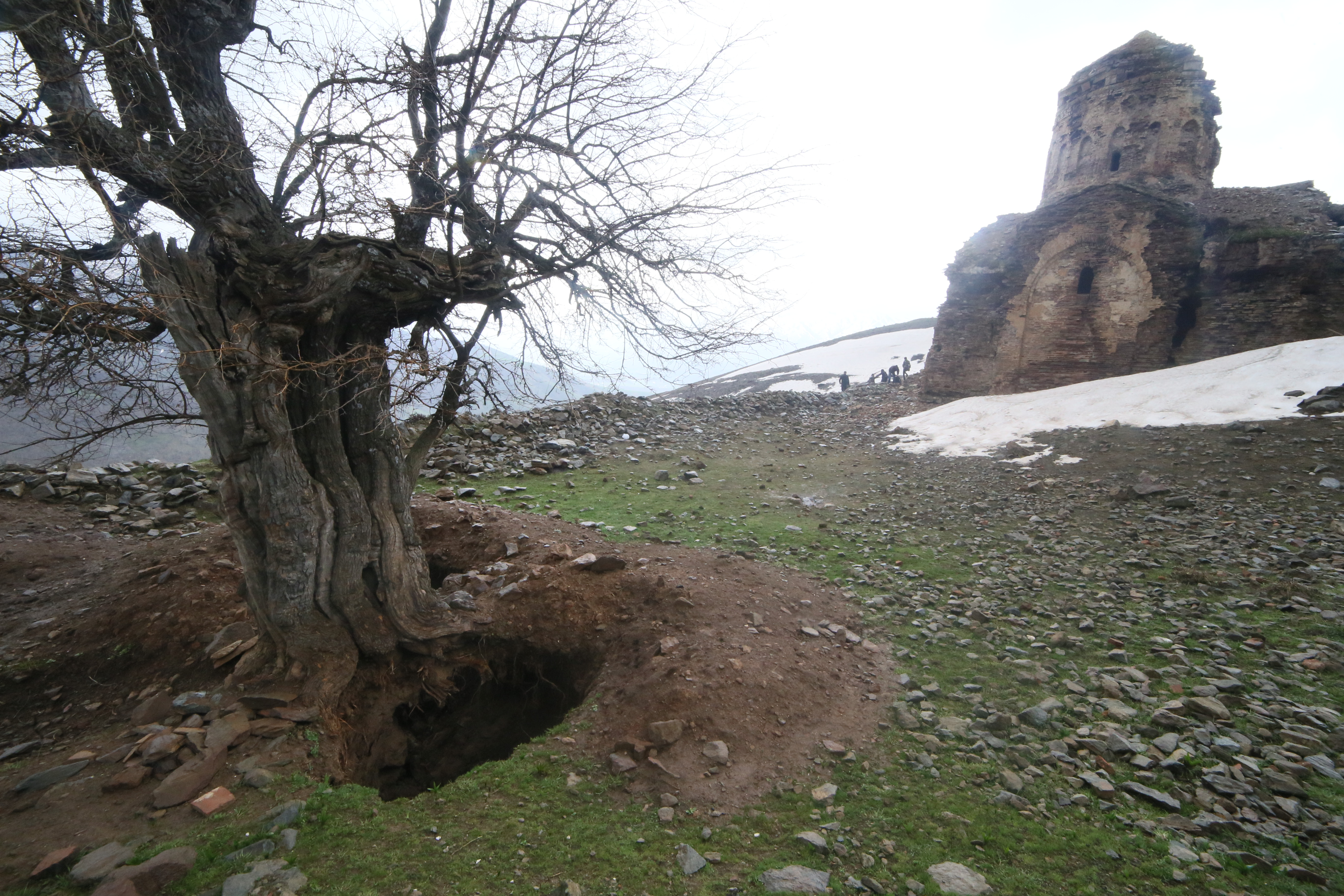
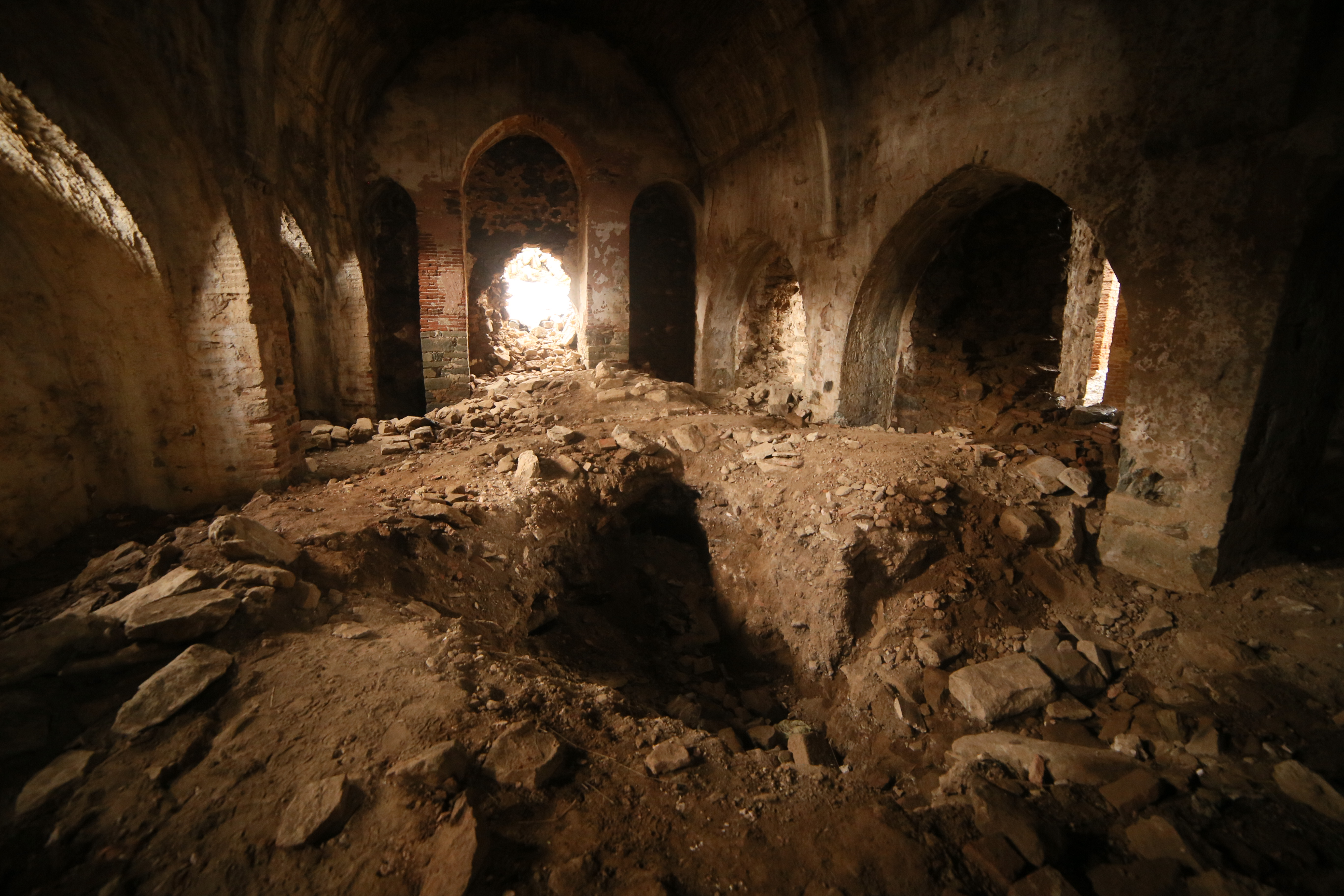
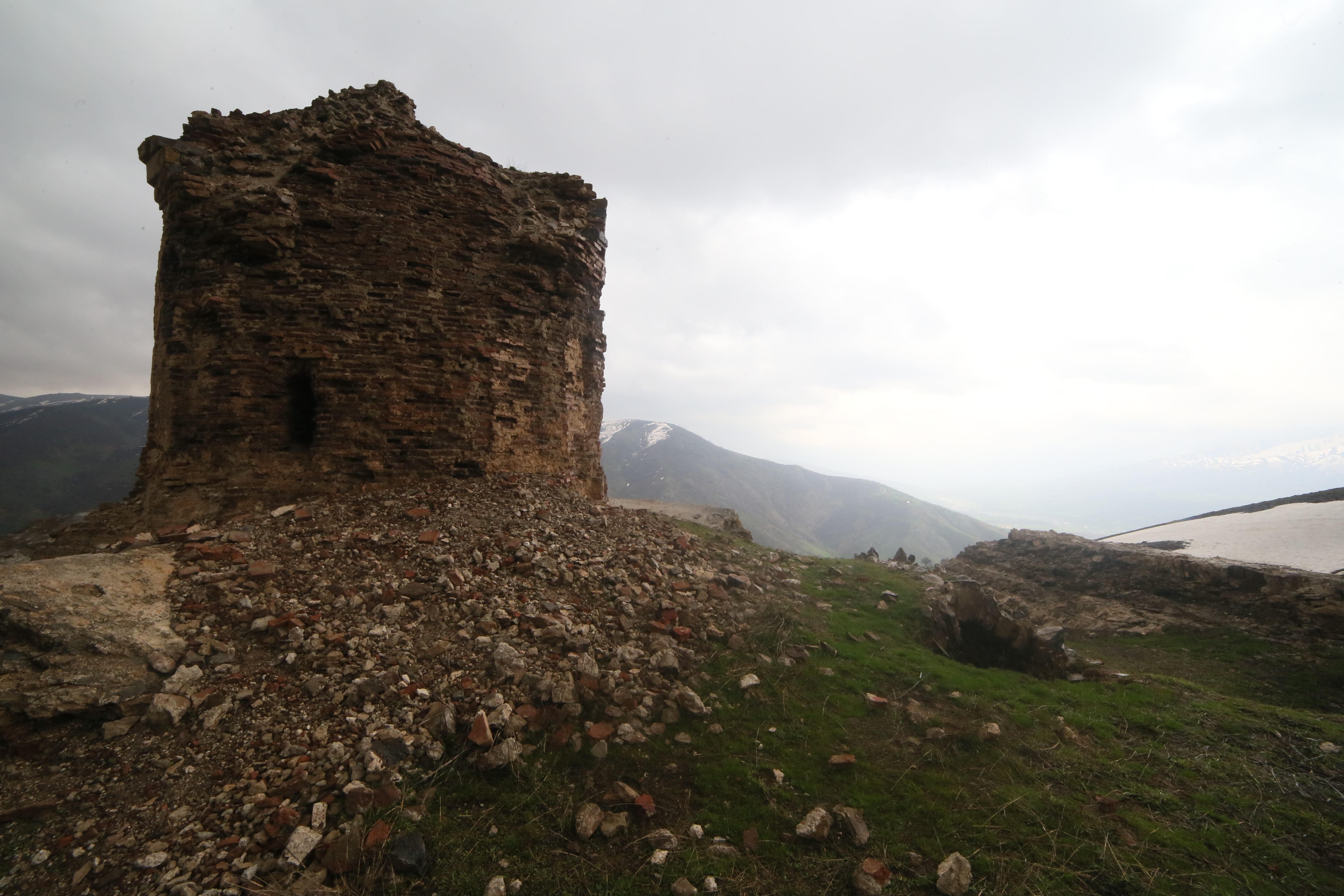